# USS Shiloh (CG-67)
USS Shiloh (CG-67) – amerykański krążownik rakietowy typu Ticonderoga. Dwudziesty pierwszy okręt tego typu wszedł do służby w US Navy w 1992 roku. Okrętowi nadano imię dla upamiętnienia stoczonej w ramach wojny secesyjnej w 1862 roku, bitwy pod Shiloh.

## Projekt i budowa
Zamówienie na budowę okrętu zostało złożone 16 kwietnia 1987 roku w stoczni Ingalls Shipbuilding znajdującej się w Pascagoula w stanie Missisipi. Rozpoczęcie budowy nastąpiło 1 sierpnia 1989 roku. Wodowanie okrętu miało miejsce 8 września 1990 roku, wejście do służby 18 lipca 1992 roku .

## Służba

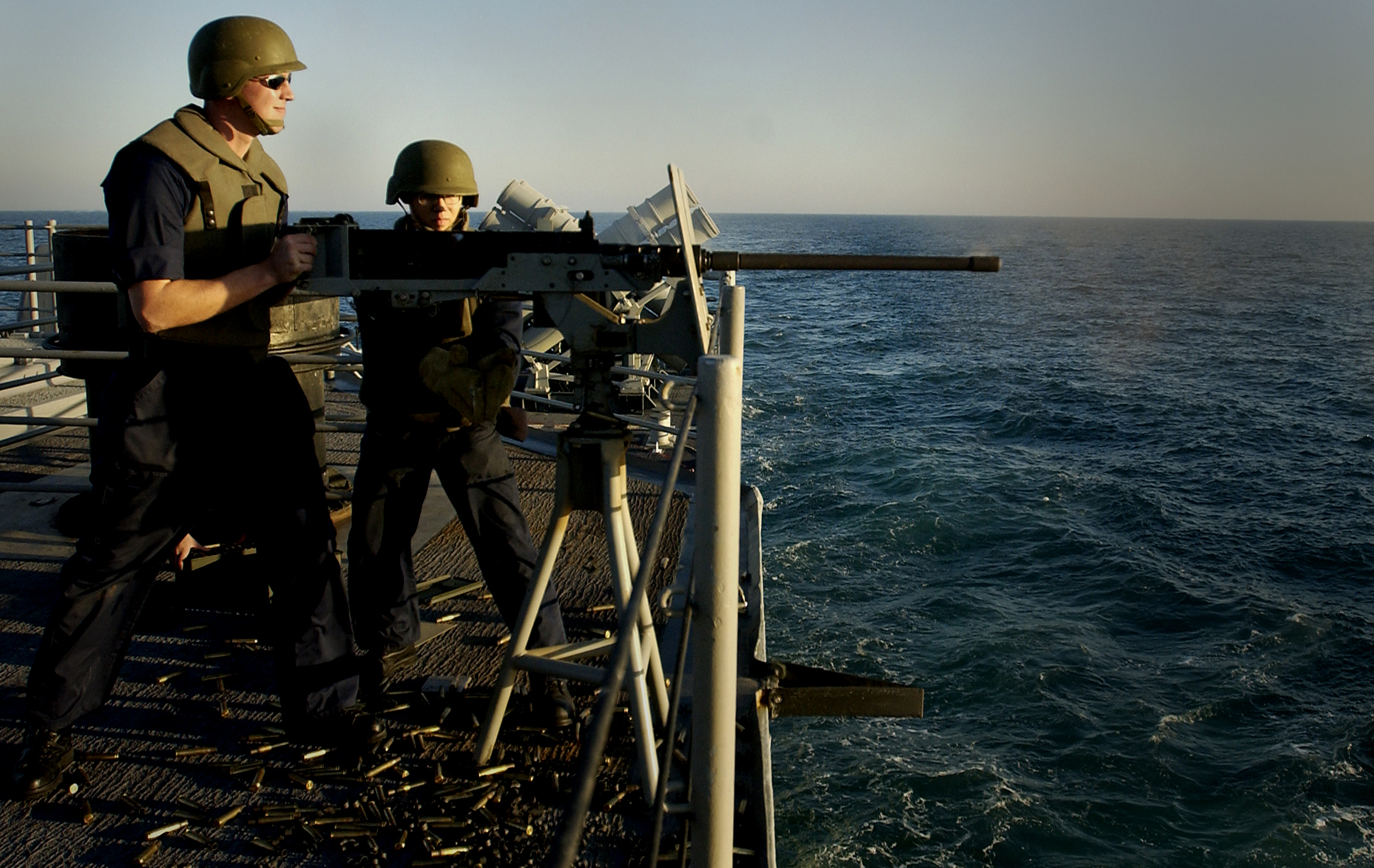
Marynarze USS „Shiloh” ćwiczący odpieranie ataku małych jednostek pływających przed II wojną w Zatoce Perskiej, 16 marca 2003 roku

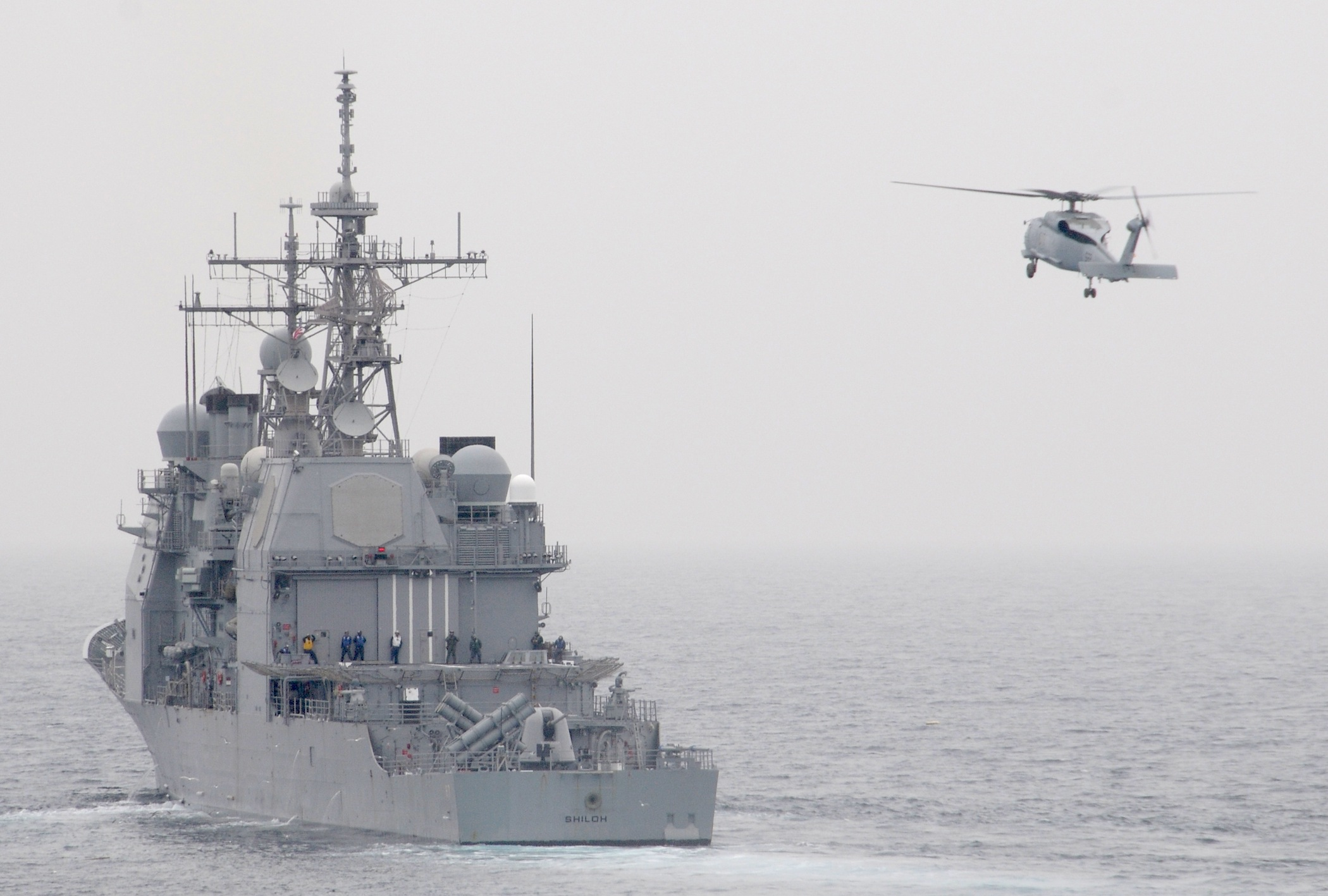
Śmigłowiec pokładowy Sikorsky SH-60 Seahawk zbliżający się do USS „Shiloh”

9 września 1992 roku USS „Shiloh” przybył do bazy w której miał stacjonować, Naval Station San Diego, w San Diego. Swoją pierwszą półroczną misję rozpoczął w kwietniu 1994 roku. 14 maja 1996 roku, okręt opuścił swoją bazę macierzystą i wszedł na pół roku w skład lotniskowcowej grupy bojowej, której głównym komponentem był USS „Carl Vinson”. Wchodząc w skład tej grupy okrętów, 3 września, w ramach operacji Desert Strike wystrzelił 14 pocisków manewrujących BGM-109 Tomahawk, których celem były irackie systemy obrony przeciwlotniczej. W lipcu 1998 roku okręt wchodząc w skład lotniskowcowej grupy bojowej tworzonej przez USS „Abraham Lincoln”, rozpoczął kolejną misję w rejonie Zatoki Perskiej .
24 września 1999 roku w ramach testów na poligonie w pobliżu Hawajów, wystrzelił pocisk antybalistyczny SM-3. Celem testu było sprawdzenie działania dwóch pierwszych stopni pocisku. Dalsza część testowania pocisków SM-3 prowadzona była z wykorzystaniem krążownika USS „Lake Erie”. W czerwcu 2000 roku USS „Shiloh” wziął udział w manewrach Pacific Blitz w pobliżu Hawajów, podczas których jego systemy radarowe dostarczały informacje innym jednostkom o zagrożeniu ze strony pocisków balistycznych. 17 sierpnia 200 roku okręt opuścił bazę Naval Station San Diego i wszedł na pół roku w skład lotniskowcowej grupy bojowej tworzonej przez USS „Abraham Lincoln”, operującej w rejonie zachodniego Pacyfiku i Zatoki Perskiej .
W ramach operacji Iraqi Freedom w marcu 2003 roku, okręt odpalił kilkanaście pocisków BGM-109 Tomahawk w stronę irackich celów. W tym czasie w rejonie Zatoki Perskiej okręt zapewniał także obronę przeciwlotniczą 3 zespołom lotniskowców i okrętom desantowym. Po 9 miesięcznej misji przybył do macierzystej bazy 25 kwietnia 2003 roku .
W marcu 2010 roku USS „Shiloh” wraz z trzema innymi okrętami brał udział w akcji poszukiwawczo-ratunkowej związanej z zatonięciem na Morzu Żółtym południowokoreańskiej korwety ROKS „Chonan”.
W kwietniu 2012 roku USS „Shiloh” został skierowany w rejon Okinawy, w celu monitorowania spodziewanego testu północnokoreańskiego pocisku balistycznego Taep’o-dong 2 .
10 grudnia 2020 roku US Navy opublikowała plan dotyczący harmonogramu budowy nowych okrętów i wycofywania ze służby starszych, na lata 2022-2026. Zgodnie z tym planem USS „Shiloh” ma być wycofany ze służby w 2024 roku .